# Magazyn Krzeszowicki
Magazyn Krzeszowicki – miesięcznik samorządowy w Krzeszowicach. Na łamach tego czasopisma poruszane są tematy związanych z samorządem i urzędem miejskim w Krzeszowicach. Publikowane są informacje burmistrza i relacje z sesji Rady Miejskiej. Finansowany przez Urząd Miejski.